# Герб комуни Геррюда
Герб комуни Геррюда (швед. Härryda kommunvapen) — символ шведської адміністративно-територіальної одиниці місцевого самоврядування комуни Геррюда. 

## Історія
З 1970-х років комуна використовувала логотипи, в офіційній реєстрації яких було відмовлено. Лише 2006 року було опрацьовано проєкт герба. Його офіційно зареєстровано 2008 року.

## Опис (блазон)
Срібне тонке вістря праворуч ділить щит на верхнє синє поле та нижнє зелене, в якому понижена тонка срібна балка.

## Зміст
Зелене поле уособлює лісове господарство та символізує ліси, а синє — багаті водяні ресурси та комунікації.      